# Black Hole Recordings
Black Hole Recordings é uma gravadora neerlandesa, fundada por Tijs Verwest e Arny Bink, nos finais de 1997. Foi nesta editora que Tiësto lançou a série Magik, a série de compilações com mais sucesso de sempre.
Dado o estrondoso sucesso da editora, criaram-se várias subeditoras: Bite The Dust, Black Hole Avanti, Black Hole Recordings Download Only, Black Hole UK, CC, F.B.I. (Future Beat Instructions), Fatal Tracks, Heartbeatz, I.C.E. (Illicit Cool Experiments), In Trance We Trust, IRT, Jacuzzi, Magik Muzik, Magik Muzik UK, Maxim Editions, Multitracks Records, Outstanding, Slice!, Songbird, Tunes for You, Wildlife

## Sub-selos da Black Hole
- Appia Music
- Avanti
- Bite The Dust
- Black Hole Avanti
- Black Hole Recordings Download Only[1]
- Black Hole UK
- CC[2]
- F.B.I. (Future Beat Instructions)
- Fatal Tracks
- Fris!
- Grooves For You
- Heartbeatz
- I.C.E. (Illicit Cool Experiments)
- In Trance We Trust
- Jacuzzi
- Magik Muzik
- Magik Muzik UK
- Maxim Editions
- Multitracks
- Outstanding
- Slice!
- Songbird
- Streamline Records
- Terminal 4
- Tunes For You
- Wildlife